# Earl Hurd
Earl Hurd (14 de setembre de 1880 - 28 de setembre de 1940) va ser un animador pioner i director de cinema estatunidenc. Ell és conegut per crear i produir la sèrie de curtmetratges animats muts Bobby Bumps per Bray Productions, la productora d'animació de J.R. Bray. Hurd i Bray són responsables conjuntament de desenvolupar els processos implicats en Animació tradicional i es van concedir patents per als seus processos el 1914.
L'animador Andy Luckey és un cosí matern llunyà de Hurd.
Hurd, natural de Kansas City, Missouri, va treballar més tard a l'estudi Terrytoons de Paul Terry abans de començar el seu propi estudi Earl Hurd Productions el 1923.
Hurd també va ser un dibuixant de còmics, il·lustrant les tires Trials of Elder Mouse (1911-1915), Brick Bodkin's Pa (1912) i Susie Sunshine (1927-1929). Posteriorment, va treballar a l’ estudi Ub Iwerks i a l'Walt Disney Studio com a artista de guió il·lustrats. L'historiador de l'animació Giannalberto Bendazzi ha anomenat Hurd "probablement el millor animador nord-americà del seu temps" després de Bray i ha dit de les seves pel·lícules que "mostren una invenció visual poc habitual, un humor suau i una atenció al dibuix i l'escenografia".
Hurd va morir el 28 de setembre de 1940 a Burbank, Califòrnia.

## Galeria
- Bobby Bumps Starts a Lodge (1916)
- Bobby Bumps and the Stork (1916)
- Bobby Bumps Starts For School (1917)
- Bobby Bumps' Fourth (1917)
- Bobby Bumps puts a Beanery on the Bum (1918)
- Bobby Bumps in Their Master's Voice (1921)